# آریانا ماری
آریانا ماری (انگلیسی: Ariana Marie؛ زادهٔ ۱۳ آوریل ۱۹۹۳) بازیگر پورنوگرافی، مدل وبکم و استریپر اهل ایالات متحده آمریکا است. وی برای جایزه ای‌وی‌ان و جوایز ایکس‌بیز نامزد شده‌است.

## زندگی
وی در مارس ۱۹۹۳ در دالاس، تگزاس به دنیا آمد.

## جوایز
| سال  | مناسبت                | نتیجه | جایزه                                        | اجرا              |
| ---- | --------------------- | ----- | -------------------------------------------- | ----------------- |
| ۲۰۱۴ | Nightmoves            | نامزد | Best New Starlet                             | N/A               |
| ۲۰۱۴ | Nightmoves Fan Awards | نامزد | Best New Starlet                             | N/A               |
| ۲۰۱۵ | جایزه ای‌وی‌ان          | نامزد | AVN Best New Starlet Award                   | N/A               |
| ۲۰۱۵ | جایزه ای‌وی‌ان          | نامزد | Best threesome, female-male-female           | Keisha            |
| ۲۰۱۵ | جایزه ای‌وی‌ان          | نامزد | Fan Prize: Most groundbreaking debut actress | N/A               |
| ۲۰۱۵ | جشنواره ایکس‌بیز       | نامزد | Best revelation actress                      | N/A               |
| ۲۰۱۶ | جایزه ای‌وی‌ان          | نامزد | Best threesome, female-male-female           | Slut Puppies 9    |
| ۲۰۱۶ | جایزه ای‌وی‌ان          | نامزد | Best threesome, male-female-male             | Just Jillian      |
| ۲۰۱۶ | جشنواره ایکس‌بیز       | نامزد | بهترین سکانس سکس                             | Just Jillian      |
| ۲۰۱۷ | جایزه ای‌وی‌ان          | نامزد | سکانس بهترین سکس مقعدی                       | هنر سکس مقعدی ۲   |
| ۲۰۱۷ | جایزه ای‌وی‌ان          | نامزد | بهترین سکانس لزبین                           | بزار اون سوار بشه |
| ۲۰۱۷ | جایزه ای‌وی‌ان          | نامزد | جایزه هوادار: هنرمند زن برگزیده              | N/A               |
| ۲۰۱۷ | جایزه ای‌وی‌ان          | نامزد | جایزه هوادار                                 | N/A               |
| ۲۰۱۷ | جشنواره ایکس‌بیز       | نامزد | Best vignette movie sex scene                | هنر سکس مقعدی ۲   |
| ۲۰۱۸ | جایزه ای‌وی‌ان          | نامزد | بهترین سکانس سکس مقعدی                       | زیبای طبیعی ۲     |
| ۲۰۱۸ | جایزه ای‌وی‌ان          | نامزد | بهترین سکس سه‌نفره، زن-مرد-زن                 | Nerds             |
| ۲۰۱۸ | جایزه ای‌وی‌ان          | نامزد | بهترین سکس سه نفره، زن-مرد-زن                | هنر سکس مقعدی ۴   |
| ۲۰۱۸ | جایزه ای‌وی‌ان          | نامزد | جایزه هوادار، بازیگر زن دلپسند               | N/A               |
| ۲۰۱۸ | جشنواره ایکس‌بیز       | نامزد | هنرمند زن سال                                | N/A               |